# Festival du film espagnol Cinespaña de Toulouse 2019
Le Festival du film espagnol Cinespaña de Toulouse 2019, 24e édition du festival, se déroule du 4 au 13 octobre 2019.

## Déroulement et faits marquants
Le palmarès est dévoilé le 12 octobre 2019 : la Violette d'or est remporté par Entre dos aguas de Isaki Lacuesta, le prix du meilleur réalisateur est remporté par Carlos Marqués-Marcet pour Els dies que vindran.

## Jury longs-métrages de fiction
- Dominique Cabrera, réalisatrice (présidente du jury)
- Béatrice Thiriet, compositrice
- Philippe Piazzo, scénariste
- Lola Créton, comédienne
- Martín Samper, producteur

## Sélection

### En compétition

#### Longs métrages
- Diecisiete de Daniel Sánchez Arévalo
- Els dies que vindran de Carlos Marqués-Marcet
- Entre dos aguas de Isaki Lacuesta
- La filla d'algú de Marcel Alcántara, Júlia de Paz, Sara Fantova, Guillem Gallego, Celia Giraldo, Alejandro Marín, Valentin Moulias, Pol Vidal, Enric Vilageliu, Carlos Villafaina et Gerard V. Cortés
- Eva en août (La virgen de agosto) de Jonás Trueba
- Les Perseides de Alberto Dexeus et Ànnia Gabarró
- Zaniki de Gabriel Velázquez

#### Nouveaux réalisateurs
- Derechos del hombre de Juan Rodrigáñez
- El increíble finde menguante de Jon Mikel Caballero
- El sitio de Otto de Oriol Puig
- La petita fera de Jordi Ardid
- La reina de los lagartos de Burnin' Percebes
- Ojos negros de Marta Lallana et Ivet Castelo

#### Documentaires
- Cantares de una revolución de Ramón Lluís Bande
- ♥ de María Antón Cabot
- Carelia : Internacional con monumento de Andrés Duque
- La máscara de cristal de Ignacio Guarderas Merlo
- Mudar la piel de Cristóbal Fernández et Ana Schulz
- Oscuro y Lucientes de Samuel Alarcón
- Paso al límite (Muga Deitzen da Pausoa) de Maider Oleaga
- This film is about me de Alexis Delgado Búrdalo

## Films d'ouverture
- 7 razones para huir de Gerard Quinto, Esteve Soler et David Torras
- Hamada de Eloy Domínguez Serén

## Panorama

### Longs métrages
- Carmen et Lola de Arantxa Echevarría
- Douleur et Gloire (Dolor y gloria) de Pedro Almodóvar
- El reino de Rodrigo Sorogoyen
- Face au vent (Con el viento) de Meritxell Colell
- Le Silence des autres (El silencio de otros) de Almudena Carracedo et Robert Bahar
- Le Voyage de Marta (Staff only) de Neus Ballús
- Liberté (Personalien) de Albert Serra
- Oreina de Koldo Almandoz
- Petra de Jaime Rosales
- Quien a hierro mata de Paco Plaza
- Quién te cantará de Carlos Vermut
- The Bookshop de Isabel Coixet
- Viaje al cuarto de una madre de Celia Rico
- Viendra le feu (O que arde) de Oliver Laxe
- Yuli de Icíar Bollaín

### Focus sur le cinéma d'animation
- Another Day of Life de Raúl de la Fuente & Damian Nenow
- Black is Beltza de Fermin Muguruza
- Buñuel après l'âge d'or de Salvador Simó
- Psiconautas  de Alberto Vázquez et Pedro Rivero

### Classiques contemporains
- Pepi, Luci, Bom et autres filles du quartier (Pepi, Luci, Bom y otras chicas del montón)  de Pedro Almodóvar
- Blancanieves de Pablo Berger

## Palmarès
- Violette d'or : Entre dos aguas de Isaki Lacuesta
- Prix du meilleur réalisateur : Carlos Marqués-Marcet pour Els dies que vindran
- Prix de la meilleure interprétation féminine : Itsaso Arana pour son rôle dans Eva en août (La virgen de agosto)
- Prix de la meilleure interprétation : María Rodriguez Soto et David Verdaguer pour leur rôle dans Els dies que vindran
- Prix du meilleur scénario : Itsaso Arana et Jonás Trueba pour Eva en août (La virgen de agosto)
- Prix de la meilleure musique : Eugenio Mayalde et Pablo Crespo pour Zaniki
- Prix de la meilleure photographie : Diego Dussuel pour Entre dos aguas
- Prix du meilleur nouveau réalisateur : Marta Lallana et Ivet Castelo pour Ojos negros
- Prix du meilleur documentaire : Mudar la piel de Cristóbal Fernández et Ana Schulz
- Prix du public : Diecisiete de Daniel Sánchez Arévalo